# ناو هواپیمابر ژاپنی زوئیکاکو

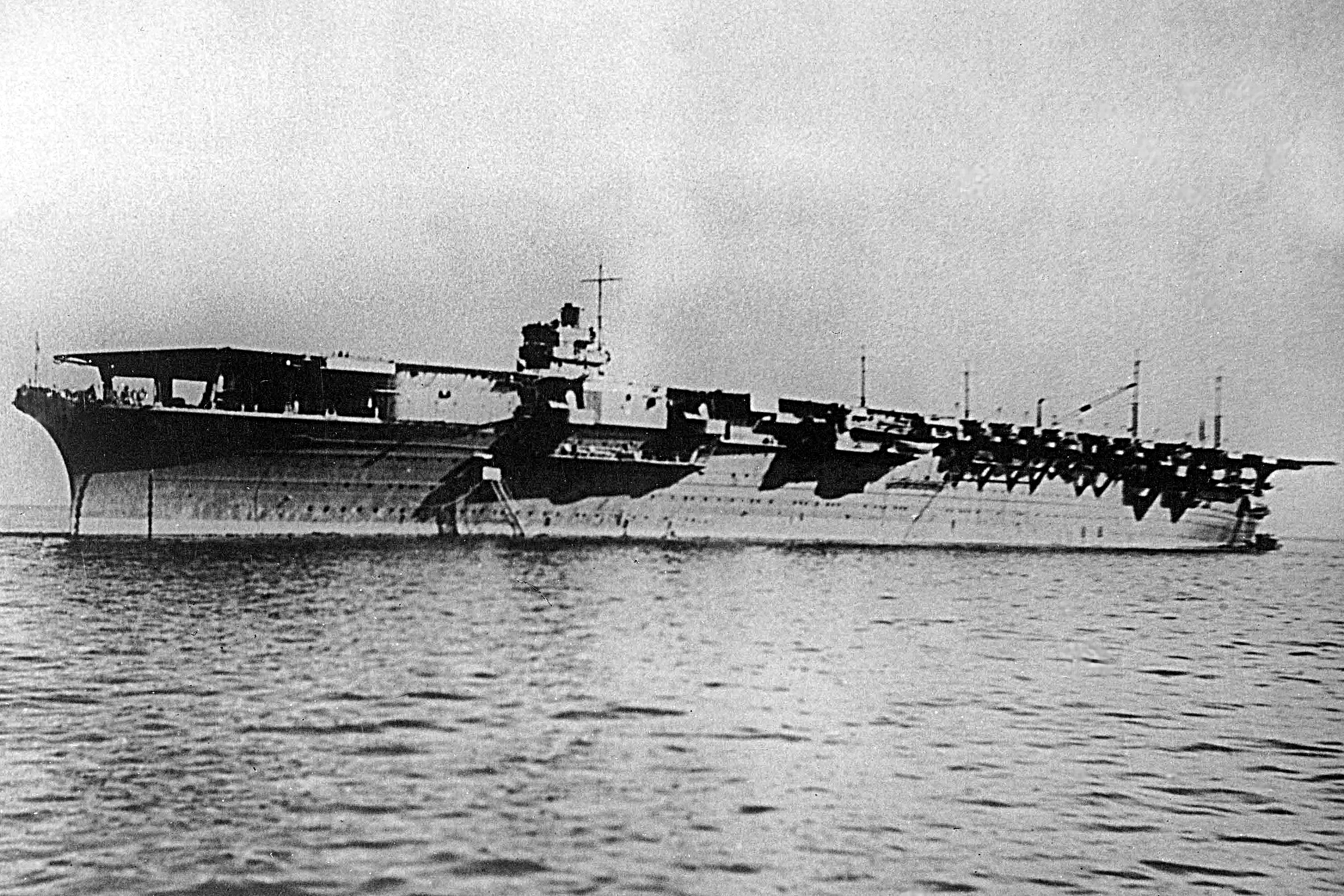
ناو هواپیمابر ژاپنی زوئیکاکو

ناو هواپیمابر ژاپنی زوئیکاکو (انگلیسی: Japanese aircraft carrier Zuikaku) یک ناو هواپیمابر در نیروی دریایی امپراتوری ژاپن بود. هواپیمای مکمل او در حمله به پرل هاربر شرکت داشت که به‌طور رسمی ایالات متحده آمریکا را وارد جنگهای اقیانوس آرام کرد. زوئیکاکو، قبل از غرق شدن در طول نبرد نبرد خلیج لیته در نبردهای مهم دریایی بسیاری شرکت داشت.